# Partito delle Croci Frecciate
Il Partito delle Croci Frecciate (in ungherese: Nyilaskeresztes Párt – Hungarista Mozgalom, letteralmente "Partito delle Croci Frecciate - Movimento Ungarista") fu il partito filonazista e antisemita che, con la guida di Ferenc Szálasi, governò l'Ungheria dal 15 ottobre 1944 al gennaio 1945.
Durante questo breve lasso di tempo, svariate decine di migliaia di ebrei, tra cui molte donne, bambini e anziani vennero deportati dall'Ungheria verso i campi di sterminio. Dopo la guerra, Szálasi e altri leader delle Croci Frecciate vennero giudicati criminali di guerra dalle corti di giustizia ungheresi.

## Storia

### Dagli inizi al bando

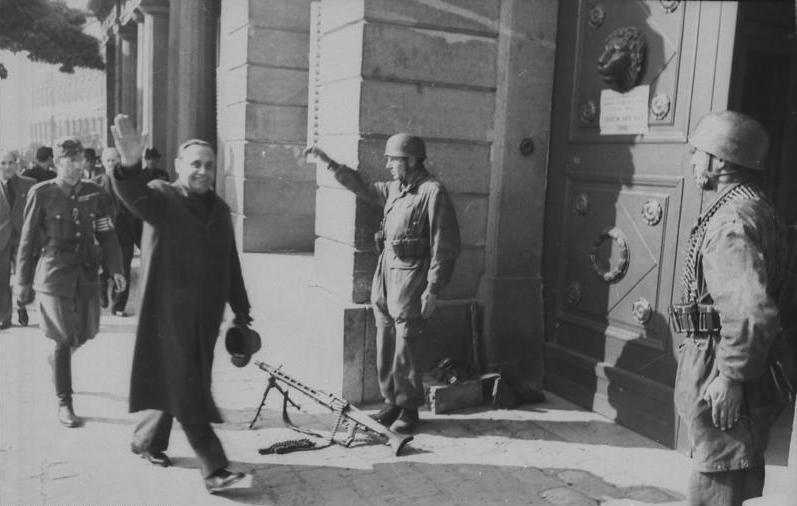
Ferenc Szálasi all'ingresso del Ministero della Difesa, 18 ottobre 1944.

Il partito venne fondato da Szálasi nel 1935 con la denominazione di Partito della Volontà Nazionale (Nemzet Akaratának Pártja - NAP, acronimo corrispondente al termine sole o giorno), ma fu messo fuorilegge due anni dopo a causa della sua radicalità e violenza. Fu ricostituito nel 1939 come Partito delle Croci Frecciate, ispirandosi esplicitamente al Partito Nazionalsocialista Tedesco dei Lavoratori. Pure nell'iconografia mutuò ampiamente dalla Germania nazista: l'emblema delle croci frecciate era un antico simbolo delle tribù magiare che si erano stabilite in Ungheria, e quindi rappresentava la purezza razziale degli ungheresi nella stessa misura in cui la svastica nazista intendeva alludere alla superiorità e purezza della cosiddetta razza ariana.

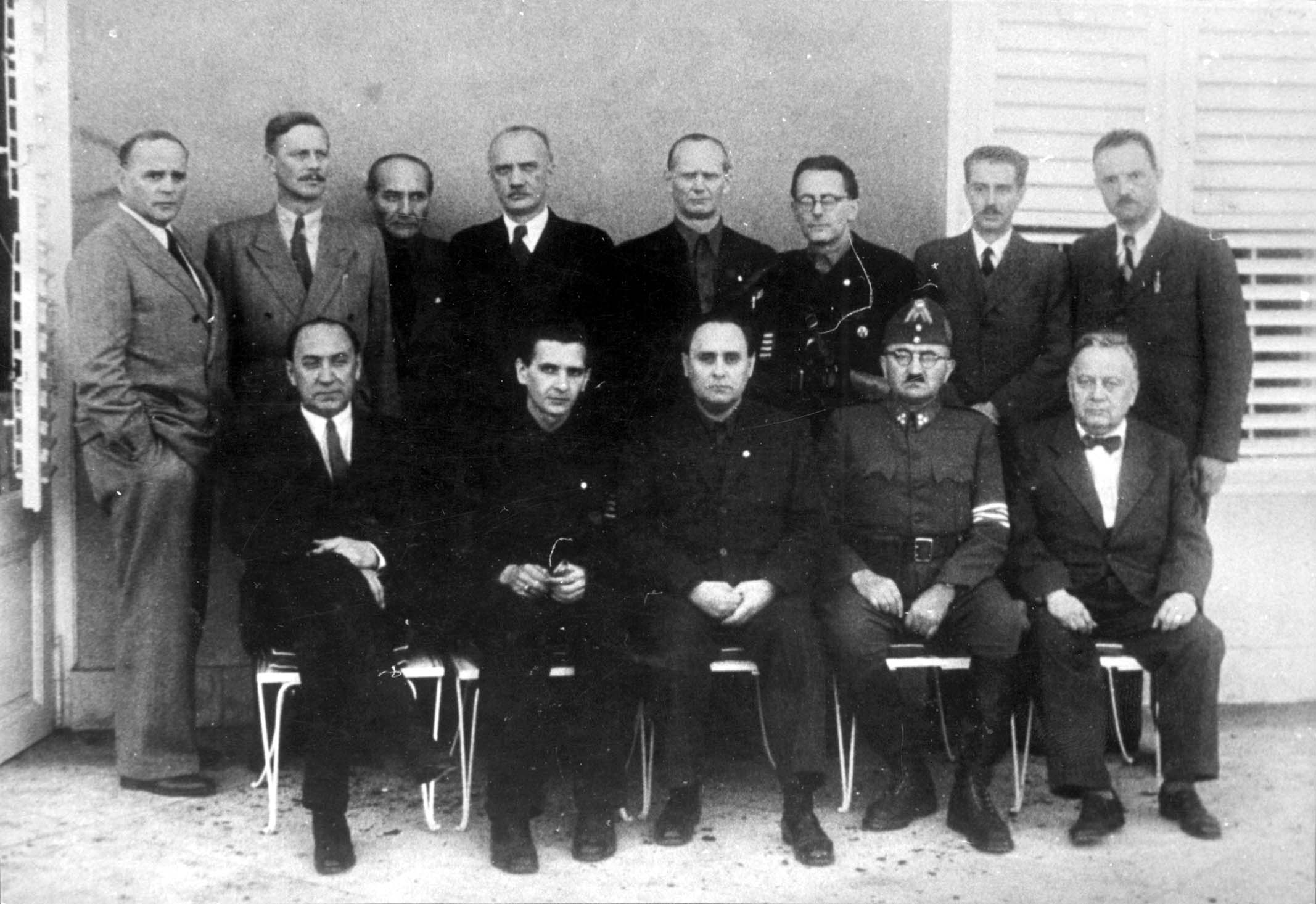
Alcuni membri di spicco delle Croci Frecciate: Szálasi è seduto nella fila anteriore, al centro.

L'ideologia del partito assomigliava per certi versi al nazismo: nazionalismo, promozione dell'agricoltura, anticapitalismo, anticomunismo e antisemitismo militante. Recepiva l'ideologia nazista delle "razze superiori" che, secondo l'opinione di Szálasi, includeva gli ungheresi, i tedeschi e i giapponesi, e sosteneva inoltre il concetto di un ordine basato sul potere del più forte. Tuttavia, le sue ambizioni di una Grande Ungheria e di promozione dei valori ungheresi (per le quali Szálasi coniò il termine di hungarizmus, ungarismo) si scontrarono con le mire naziste sull'Europa centrale, ritardando di molti anni l'appoggio ufficiale di Hitler al partito. Il ministero degli esteri tedesco approvò invece subito il Partito Nazionalsocialista Ungherese, di impostazione filotedesca, che godeva oltretutto di vasti consensi presso le minoranze tedesche in Ungheria. Prima della seconda guerra mondiale, il Partito delle Croci Frecciate non propugnò la politica razziale antisemita dei nazisti, servendosi invece di stereotipi e pregiudizi più tradizionali per raccogliere voti.
Il Partito delle Croci Frecciate ottenne la maggior parte del suo sostegno da una coalizione disparata di ufficiali, studenti, nazionalisti, lavoratori in città e in campagna. Pur non essendo l'unico movimento nazista in Ungheria, si distinse ben presto come il più prominente. Nel maggio 1939 le Croci Frecciate si presentarono alle elezioni per la prima (e unica) volta, ottenendo il 14,4% dei voti e 30 seggi in parlamento, diventando il terzo partito più votato dell'Ungheria; ciononostante il partito contestò gli esiti del voto. Allo scoppio della seconda guerra mondiale le Croci Frecciate vennero però bandite e furono costrette ad operare clandestinamente.

### La salita al potere

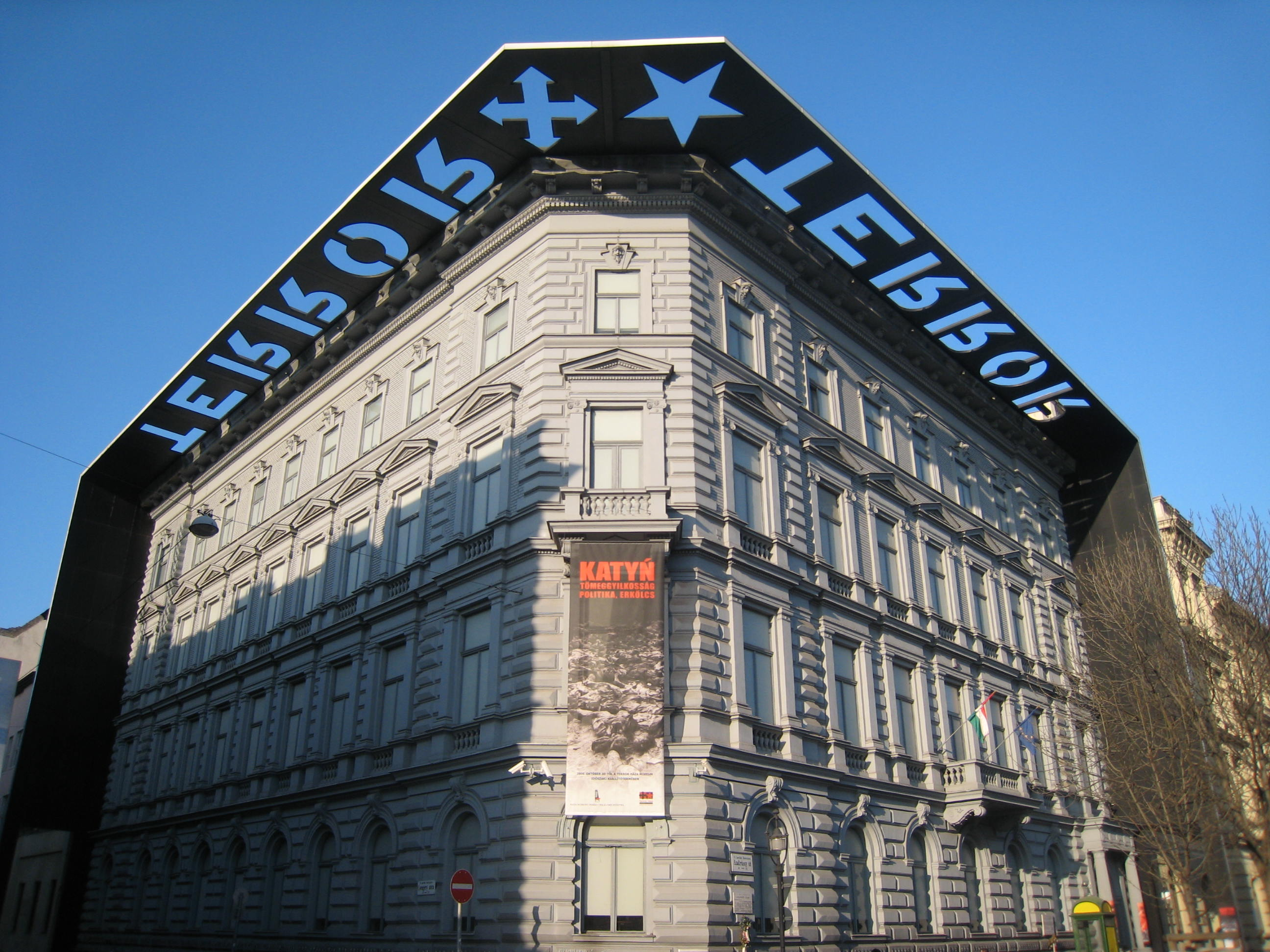
Il palazzo noto come Casa del Terrore al numero 60 di Andrássy út ospitò la sede delle Croci frecciate e successivamente dell'AVH

Nel 1944 il partito aveva ottenuto l'appoggio esplicito della Germania e del primo ministro filotedesco Döme Sztójay, che rilegalizzò il partito nel marzo dello stesso anno. Nell'ottobre 1944 il reggente ungherese, l'ammiraglio Horthy, fu costretto alle dimissioni dai tedeschi, che misero le Croci Frecciate al governo e nominarono Szálasi primo ministro e capo di Stato. Il suo governo fu breve (ma comunque estremamente sanguinoso), in quanto già prima della sua nomina le forze sovietiche e rumene stavano avanzando sul suolo ungherese. Budapest cadde nel dicembre 1944 e il governo delle Croci Frecciate cadde nel mese successivo, ma le forze armate tedesche continuarono a combattere assieme ad elementi del partito lungo il fronte dell'Ungheria occidentale fino alla fine della guerra, nell'aprile del 1945.
In poche settimane il governo collaborazionista di Szálasi si macchiò di innumerevoli delitti e atrocità, in primo luogo la deportazione in massa di migliaia di cittadini di religione ebraica. Fu in questo periodo che si distinsero Giorgio Perlasca, Raoul Wallenberg, Carl Lutz e Francesco Tirelli, che a rischio della loro stessa vita riuscirono a porre in salvo migliaia di ebrei dalla furia delle Croci Frecciate.
Dopo la guerra, molti gerarchi delle Croci Frecciate vennero catturati e processati per crimini di guerra; molti di questi, tra cui lo stesso Szálasi, vennero giustiziati.

## Reviviscenza
L'ideologia delle Croci Frecciate e dell'hungarizmus è riaffiorata parzialmente negli anni recenti, con la promozione di un mensile nazionalista ("Magyartudat", "Coscienza Ungherese") da parte di un movimento nazionalpopolare ungherese, il Magyar Népjóléti Szövetség (it. Associazione del Bene Pubblico Ungherese). Si tratta comunque di un movimento estremamente marginale nella realtà politica ungherese odierna.
Esiste un gruppo musicale chiamato Arrow Cross, che nei testi si ispira alle idee del partito omonimo.

## Galleria d'immagini

Bandiera 1937-1942
Bandiera 1942-1945
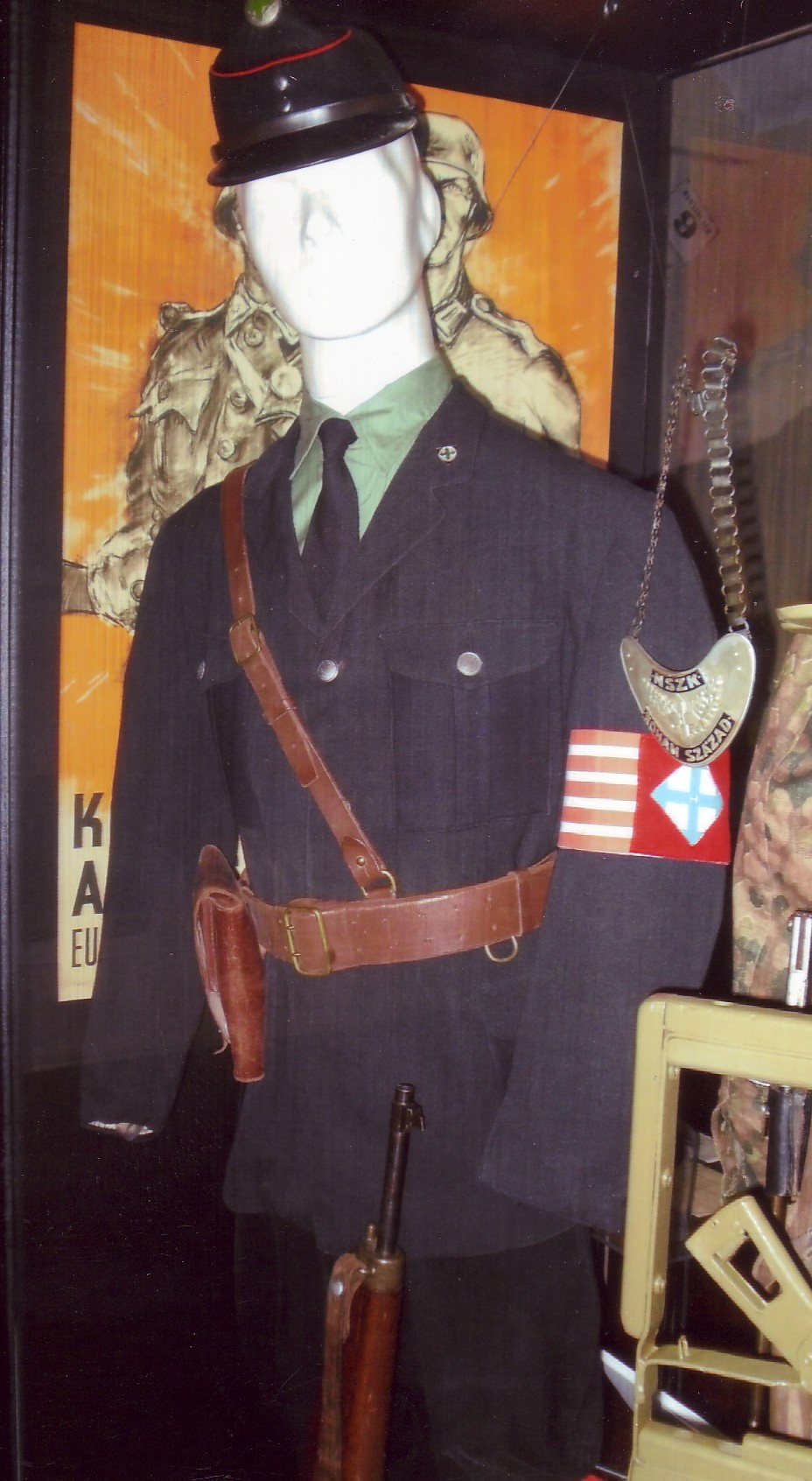
Divisa delle Croci Frecciate (Hadtorténeti Mùzeum Budapest)

## Risultati elettorali
| Elezione | Voti    | %    | Seggi    |
| -------- | ------- | ---- | -------- |
| 1939     | 530.405 | 14,4 | 29 / 260 |